# Sarkopeni
Sarkopeni, av grekiskans σάρξ "kött" och πενία "fattigdom", avser en minskad muskelmassa med förlust av muskelfunktion. Som en del av det naturliga åldrandet förloras muskelmassa och om detta sker i högre takt än förväntat kan begreppet sarkopeni användas. Sarkopeni resulterar i försämrad muskelfunktionen som hos många medför en tilltagande funktionsnedsättning med begränsning av rörelseförmåga, fysisk prestationsförmåga och självständighet. 
Muskelstyrkan avtar i en något högre takt än själva muskelmassan och minskningstakten är högre hos fysiskt inaktiva individer . Risken för funktionsnedsättning är två till tre gånger större hos äldre sarkopena män och kvinnor jämfört med åldersmatchade kontroller . Vad som orsakar och påverkar uppkomsten av sarkopeni är däremot inte helt klarlagt. Det är troligt att kostmönster, intag av protein och vissa fettsyror och aktivitetsmönster under livet bidrar till påföljande risk för sarkopeni. Hur muskelmassa, styrka och fysisk funktion påverkar och påverkas av nutritionsstatus är ett komplext område med många olika faktorer inblandade. 
Förlust av muskelmassa och muskelfunktion sker gradvis och börjar redan vid 40 års ålder. Processen verkar dock accelerera vid sjukdom och har sannolikt en multifaktoriell patogenes. Studier inom området har undersökt vilken effekt tillförsel av enskilda aminosyror har på uppbyggnad och nedbrytning av muskelmassa. Den grenade essentiella aminosyran leucins förmåga att öka proteinsyntes i muskulatur är nedsatt hos äldre personer och en ökad tillförsel av leucin har visat sig kunna öka proteinsyntes hos äldre män i vissa studier, men inte i andra. Paddon-Jones och Rasmussen  menar att det enklaste sättet att öka syntesen av muskelprotein är att se till att alla måltider innehåller 25-30 g protein av hög kvalité. Det verkar alltså inte enbart vara den totala mängden protein som är av betydelse utan även kvaliteten och kostupplägget (det vill säga när proteinet intas).